# Pinus monophylla
Pinus monophylla is een groenblijvende conifeer uit de dennenfamilie (Pinaceae) die voorkomt in de droge berggebieden van het Noord-Amerikaanse Grote Bekken. Het verspreidingsgebied strekt zich uit van Zuid-Idaho tot Baja-California en Zuidwest-New Mexico. In de Verenigde Staten kent men de boom als single-leaf pinyon of piñon, terwijl men hem in Mexico kent als pino monoaguja. P. monophylla is een van acht verwante soorten pinyon-dennen.
P. monophylla is een vrij kleine boom, die 10 tot 20 meter hoog wordt en een stamomtrek van 80 centimeter haalt. De schors is onregelmatig gegroefd en geschubd. De bladeren (naalden) zijn – en dit is uniek voor een den – enkel, wat betekent dat er slechts blad in een bundeltje zit, in plaats van twee of meer. De naalden zijn verder vrij dik en 4 tot 6 centimeter lang. Ze zijn grijzig groen met een soms blauwe schijn. De kegels zijn scherp en rond en groter dan die van andere pinyons: 4,5 tot 8 centimeter lang en breed. De kegels doen er 26 maand over om te volgroeien.
Voor de Europese kolonisatie van Amerika was de boom van ontzettend groot belang voor de inheemse volken van het Grote Bekken, zoals de Washo, Paiute, Shoshone en Ute. Zij leefden onder andere van de eiwitrijke pijnboompitten van de verschillende pinyonsoorten.

## Ondersoorten
- P. monophylla ondersoort monophylla
Kenmerken: dikke, helder-blauwgroene naalden en lange kegels. 2 tot 7 harskanalen en 8 tot 16 stomatale lijnen per naald.
Verspreidingsgebied: in de Transverse Ranges, de Sierra Nevada en het Grote Bekken in Nevada en het westen van Utah.
- P. monophylla ondersoort californiarum
Kenmerken: minder dikke en meer grijsgroene naalden en brede kegels. 8 tot 16 harskanalen en 13 tot 18 stomatale lijnen per naald.
Verspreidingsgebied: van het uiterste zuiden van Nevada door het zuidoosten van Californië tot in het noorden van Baja California.
- P. monophylla ondersoort fallax
Kenmerken: minder dikke en meer grijsgroene naalden en brede kegels. 2 tot 3 harskanalen en 8 tot 16 stomatale lijnen per naald.
Verspreidingsgebied: van het zuidwesten van Utah door Arizona tot in het zuidwesten van New Mexico.

De ondersoort fallax gelijkt sterk op Pinus edulis en is louter op basis van het aantal naalden per bundel (één in plaats van twee) ingedeeld bij P. monophylla. In gebieden waar beide bomen naast elkaar voorkomen, hybridiseren ze makkelijk, wat resulteert in bomen met een- en tweenaaldige bundels aan een en dezelfde tak.
... · 
P. albicaulis (asgrijze den) · 
P. aristata (stoppelden) · 
P. balfouriana (vossenstaartden) · 
P. brutia (Turkse den) · 
P. canariensis (Canarische den) · 
P. cembra (alpenden) · 
P. contorta (draaiden) · 
P. densiflora (Japanse rode den) · 
P. halepensis (aleppoden) · 
P. heldreichii (Bosnische den) · 
Pinus hwangshanensis · 
P. jeffreyi (jeffreyden) · 
P. koraiensis (Koreaanse den) · 
P. lambertiana (suikerden) · 
P. longaeva (langlevende den) · 
P. monophylla · 
P. monticola (Amerikaanse witte den) · 
P. mugo (bergden) · 
P. muricata (bishopden) · 
P. nigra (zwarte den) · 
P. nigra subsp. laricio (Corsicaanse den)  · 
P. nigra subsp. nigra (Oostenrijkse den) · 
P. palustris (moerasden) · 
P. parviflora (Japanse witte den) · 
P. peuce (Macedonische den) · 
P. pinaster (zeeden) · 
P. pinea (parasolden) · 
P. ponderosa (gele den) · 
P. pumila (Siberische dwergden) · 
P. radiata (montereyden) · 
P. strobus (weymouthden) · 
P. sibirica (Siberische den) · 
P. sylvestris (grove den) · 
P. thunbergii (Japanse zwarte den) · 
P. wallichiana (tranenden) · 
...
1. ↑  (en) Pinus monophylla op de IUCN Red List of Threatened Species.